# Stubbekøbing
Stubbekøbing er en by på det nordlige Falster med 2.214 indbyggere  (2025), beliggende 11 km øst for Nørre Alslev, 26 km sydøst for Vordingborg, 40 km nord for Gedser og 20 km nordøst for kommunesædet Nykøbing Falster. Byen hører til Guldborgsund Kommune og ligger i Region Sjælland.
Stubbekøbing hører til Stubbekøbing Sogn, og Stubbekøbing Kirke ligger midt i byen. 1 km sydøst for byen ligger herregården Karlsfelt.

## Historie

### Middelalderen
Stubbekøbing ligger på sydsiden af Grønsund. Byen opstod ved en naturhavn, idet en vinkelformet fjord øst for byen skar sig ind i landet mod syd og derefter mod vest. Syd for bykernen er der ved udgravninger fundet gammel stenbro og murrester, hvor den ældste havn har ligget. Fjorden er efterhånden tilsandet og groet til, så kun Fribrødre Å nu minder om den. På målebordsbladene fra 1800-tallet og 1900-tallet ses stadig vand i den yderste del af fjorden, mens den inderste del var blevet til eng.
Stubbekøbing nævnes først 1288, da den blev brændt ned af Marsk Stigs tilhængere under de fredløses krig. 1. maj 1354 fik den sine ældste kendte privilegier. I 1386 gav kong Oluf dens bymænd frihedsbrev på et fiskeleje på "Munkholm", hvilket de da havde haft i 40 år. I 1464 nævnes Vor Frue Kirke og Sankt Peders Gilde, der havde et alter i kirken; der har også været et Sankt Gertruds Gilde, hvis seglstempel fra det 14. århundrede opbevares i Nationalmuseet. Byen har også haft en Sankt Jørgensgård for spedalske. Christine af Sachsen, prins Hans’ brud og senere dronning, landede i Stubbekøbing på sin rejse til Danmark i 1478. Ved brev af 19. marts 1517 lagde Christian 2. Stubbekøbing ind under sit fadebur.

### Renæssancen
I 1500-tallet var byen større end Nykøbing, som ved opkrævning til et krigsskib i 1557 skulle yde mindre end halvdelen af hvad der blev pålagt Stubbekøbing. I 1559 havde byen borgmester, rådmænd og byfoged, hvilket vides fordi byen egenmægtigt afsatte sin øvrighed, så flere personer blev dømt som oprørere. Stubbekøbing havde stor handel på England og Holland, men den blev overgået af Nykøbing efter at denne i 1594 blev dronning Sophies enkesæde. Dog kunne Arent Berntsen endnu i 1656 skrive om Stubbekøbing, „at den har belejlig Seilads, saa med største Skibe til Byen kan anlægges, hvorover ogsaa en temmelig Handel til Søen derfra fortsættes". Byen led meget ved ildebrande, men det var især Karl Gustav-krigene 1658-59 og havnens tilsanding, som bevirkede dens nedtur.

### Under enevælden
I 1672 havde Stubbekøbing 511 indbyggere. I Forordning af 28. januar 1682 nævnes den blandt de købstæder, som ikke måtte drive udenlandsk handel, og den skulle ikke længere have borgmester og råd, men kun byfoged. Byen havde en latinskole, der blev nedlagt i 1740. I 1769 havde byen 484 indbyggere.
I en indberetning fra 1771 hedder det, at der kun er en smule fiskeri fra byen, og at der ingen fiskere er. Ved sjældne lejligheder kommer der dog aborrer, flyndere, gedder og ål fra Bogø.
I 1700-tallet kunne naturhavnen ikke længere bruges, så skibene måtte lægge til ude i selve Grønsund, og godset måtte bringes ud til dem på vogne og i både. Omkring 1840 blev der anlagt en køremole med et brohoved, hvor skibene kunne lægge til. Senere i 1840'erne blev der anlagt en egentlig havn, og i slutningen af 1870'erne blev den udvidet betydeligt.

### Den tidlige industrialisering
Stubbekøbings befolkningstal var støt stigende i 1800-tallet og begyndelsen af 1900-tallet:
| 1801 | 1840 | 1850  | 1855  | 1860  | 1870  | 1880  | 1890  | 1901  | 1906  | 1911  |
| ---- | ---- | ----- | ----- | ----- | ----- | ----- | ----- | ----- | ----- | ----- |
| 467  | 925  | 1.081 | 1.191 | 1.247 | 1.322 | 1.509 | 1.546 | 1.615 | 1.727 | 1.916 |

Der blev holdt marked med heste og kvæg i juni og oktober. Af fabrikker og industrielle anlæg havde byen i 1890'erne brændevinsbrænderi, hvidtølsbryggeri, jernstøberi og maskinfabrik, savværk, gasmålerfabrik og bogtrykkeri. "Stubbekjøbing Avis" blev udgivet i byen.
Befolkningens fordeling på erhverv i 1890: 186 levede af immateriel virksomhed, 601 af håndværk og industri, 385 af handel og omsætning, 49 af søfart, 16 af fiskeri, 61 af jordbrug, 10 af gartneri, 162 af andre erhverv, 49 af deres midler, 24 af almisse, og 3 var i fængsel. I 1906 ernærede 136 sig ved immateriel virksomhed, 75 ved landbrug, skovbrug og mejeridrift, 29 ved fiskeri, 885 ved håndværk og industri, 367 ved handel med mere, 129 ved samfærdsel, 45 var aftægtsfolk, 54 levede af offentlig understøttelse og 7 af anden eller uangiven virksomhed.

### Stubbekøbingbanen
Jernbanen på Falster kom fra Orehoved til Nykøbing i 1872 og videre til Gedser i 1886. Den berørte altså ikke Stubbekøbing, som først senere fik endestation på Stubbekøbing-Nykøbing-Nysted Banens strækning Nykøbing-Stubbekøbing (25. maj 1911–31. marts 1966). Men den linjeføring bekræftede kun, at Nykøbing var øens hovedby. Et forslag om en nordfalstersk jernbane Stubbekøbing-Nørre Alslev-Guldborg var indeholdt i den store jernbanelov fra 1918, men blev ikke realiseret.
Som endestation havde Stubbekøbing Station 4 spor, heraf 2 med perron. De blev samlet i en drejeskive lige øst for stationsbygningen. Desuden var der sidespor til kulgård og remiser, svinefold og varehus samt side- og enderampe. En kort havnebane førte ned til havnesporet langs kajen. En stor del af stationsterrænet var anlagt på opfyldt areal i Grønsund.
Stationsbygningen, der er tegnet af arkitekt H.C. Glahn, er bevaret på Havneplads 2. Nord for stationsbygningen ligger havnebanens skinner stadig mellem brostenene. I den østlige ende af det tidligere stationsterræn findes en faldefærdig remise af træ. Herfra er godt ½ km af banens tracé bevaret som sti ud til Stubbekøbing Skytteforenings klubhus.

### Mellemkrigstiden
Gennem mellemkrigstiden var Stubbekøbings indbyggertal stagnerende:
| 1916  | 1921  | 1925  | 1930  | 1935  | 1940  |
| ----- | ----- | ----- | ----- | ----- | ----- |
| 2.147 | 2.226 | 2.232 | 2.145 | 2.067 | 1.992 |

Der skete ingen forstadsudvikling. En ny havn blev anlagt i 1931.
Af Stubbekøbings indbyggere i 1930 ernærede 141 sig ved immateriel virksomhed, 838 ved håndværk og industri, 401 ved handel mm, 243 ved samfærdsel, 134 ved landbrug, skovbrug og fiskeri, 161 ved husgerning, 210 var ude af erhverv og 17 havde ikke oplyst indkomstkilde.

### Under 2. verdenskrig
I løbet af krigens sidste uger i 1945 sejlede tyske skibe med flygtninge til Stubbekøbing Havn.

### Efterkrigstiden
Efter 2. verdenskrig fortsatte Stubbekøbing sin stagnerende befolkningsudvikling:
| 1945  | 1950  | 1955  | 1960  | 1965  |
| ----- | ----- | ----- | ----- | ----- |
| 2.112 | 2.230 | 2.156 | 2.097 | 2.057 |

Ved kommunalreformen i 1970 bortfaldt begrebet "købstad", men Stubbekøbing blev kommunesæde i den nye Stubbekøbing Kommune, der blev dannet af købstaden og 6 sognekommuner på Østfalster. Stubbekøbing Kommune indgik ved kommunalreformen i 2007 i Guldborgsund Kommune.

## Infrastruktur og transport
Sekundærrute 271 går fra Nykøbing mod øst til Horreby og herefter nordpå til Stubbekøbing. Sekundærrute 293 går fra Øster Kippinge gennem Nørre Alslev og Stubbekøbing til Næsgård. Den krydser Sydmotorvejen 8 km vest for Stubbekøbing. Busrute 736 går mellem Nykøbing Falster og Nørre Alslev via Horreby og Stubbekøbing.
Fra 1911 og frem til 1966 var Stubbekøbing endestation på Stubbekøbing-Nykøbing-Nysted Banen. Stationsbygningen blev tegnet af H.C. Glahn.

### Færgefart
Færgen mellem Hårbølle på Møn og Næs 7 km øst for Stubbekøbing omtales første gang i en kongelig anordning fra 1661, men dens oprindelse går endnu længere tilbage. Fra Grønsund Færgegård på Møn-siden var der i slutningen af 1800-tallet dampfærge til Stubbekøbing foruden færgen til Næs.
I 1929 overtog Præstø Amt færgefarten mellem Møn og Falster, men den blev overflødig i 1943, da Dronning Alexandrines Bro gjorde Møn landfast med Sjælland. Ruten blev flyttet til Bogø-Stubbekøbing, og der blev anlagt et nyt færgeleje i havnen på Bogø. Dæmningen mellem Bogø og Møn blev også færdig i 1943, så trafikken mellem Falster og Møn kom til at gå via denne færgerute frem til 1985, hvor Farøbroerne blev indviet med en frakørsel på Farø til Bogø og Møn. I 1996 blev færgefarten indskrænket til sommerperioden og kun én færge. Da man ikke kan cykle over Farøbroerne, har færgen stadig betydning for cykelturismen.

## Uddannelse
Stubbekøbing Skole har 275 elever, fordelt på 0.-9. klassetrin i 1-2 spor med rullende indskoling for 0.-2. klassetrin i 4 grupper. Der er SFO, primært for 0.-6. klassetrin.
Stubbekøbing Efterskole har plads til 55 elever. Dens målgruppe er elever med særlige behov, generelle indlæringsvanskeligheder eller sen udvikling, så eleverne er ofte på skolen i flere år, og det er ikke usædvanligt med både 11. og 12. årgang.

## Kultur
Stubbekøbing Museum er et egnsmuseum for Stubbekøbing og omegn. Det er indrettet i en købmandsgård fra 1849. Udstillingen består bl.a. af en skolestue, en stue fra 1890 og Nordeuropas største samling af vægte.
Stubbekøbing Motorcykel- og Radiomuseum har Nordeuropas største samling af veteranmotorcykler, samt radioer. Den ældste motorcykel er fra 1897, mens den ældste radio er fra 1920.
Blandt de offentlige skulpturer, der er opstillet i byen, er betonskulpturen To menneske af Lise Ring opstillet i 1973 i Anlægget øst for byen og en bronzebuste af Frederik 7. på Torvet, der blev opstillet i 1870 med teksten "Folkets ven. Grundlovens giver. Folkets kærlighed. Min styrke".

### Sport
Stubbekøbing Hallen benyttes til gymnastik, skoleidræt, håndbold, fodbold og badminton. Den er optegnet til tennis og bruges af Stubbekøbing Badmintonklub, Stubbekøbing Gymnastik forening, Stubbekøbing Boldklub og Østfalsters Håndboldklub. Hallen har cafeteria og mødelokale.

## Berømte bysbørn
Personer fra Stubbekøbing kaldes stubbekøbingere eller stubbekøbingensere.
- Lucas Jacobsøn Debes (1623-1675), præst og topograf på Færøerne
- Marie Grubbe (1643-1718), adelsfrue, fra 1706 færgekone og gæstgiverske på Næs ved overfarten til Møn
- Hans Egede (1686-1758), missionær – boede fra 1750 i byens præstegård hos datteren Kirstine, der var gift med sognepræst L.J. Alsbach
- Alfred Benzon (1823-1884), apoteker og erhvervsmand
- Clara Wæver (1855-1930), tekstilkunstner
- Ida Hammershøi (født Ilsted) (1869-1949), gift med Vilhelm Hammershøi og er den berømte kvinde på de bedste af hans malerier.
- Evald Nielsen (1879-1958), sølvsmed
- Gunnar Krohn (1914-2005), arkitekt
- Poul Andreassen (1928-2009), direktør og formand for det Konservative Folkeparti
- Lone Kellermann (1943-2005), sangerinde og skuespiller – flyttede til byen i 2001 og er begravet på byens kirkegård
- Frederik Magle (1977-), komponist og organist
- Claus Jensen (1977-), tidligere dansk landsholdsspiller i fodbold
- Anders Due (1982-), professionel fodboldspiller

## Galleri
- Stubbekøbing Skole.
- Stubbekøbing Hallen.
- Møllegade.
- Hus i Vestergade.
- Facade i Vestergade.